# 伊敏·马合苏木
伊敏·马合苏木（Imin Mehsum，1889年—1971年），男，维吾尔族，新疆阿图什人，中华人民共和国政治人物。

## 生平
1944年，参加新疆三区革命。曾任三区临时政府公安局科长、民族军副团长。中华人民共和国成立后，历任新疆省人民协商委员会副秘书长、新疆维吾尔自治区政协副秘书长，新疆维吾尔自治区伊斯兰教协会主任，中国伊斯兰教协会副主任，新疆维吾尔自治区第二、三届政协副主席。1954年，当选第一届全国人民代表大会代表。后又当选第二届全国人大代表。